# Nagem
Nagem (en luxemburguès: Nojem; en alemany: Nagem) és una vila de la comuna de Redange, situada al districte de Diekirch del cantó de Redange. Està a uns 28 km de distància de la ciutat de Luxemburg.